# Henryk von Eisenburg
Heinrich von Eisenburg (inna spotykana forma nazwiska: Eisenberg, Isenberg, Isenberck) – rycerz Zakonu Najświętszej Marii Panny Domu Niemieckiego, wymieniany jako komtur bałgijski w latach 1308–1312, golubski 1316, elbląski 1320, królewiecki 1326. Po objęciu urzędu rozpoczął akcję osadniczą na obszarze puszczy natangijskiej. W 1308 lokował na tzw. surowym korzeniu wieś nazwaną od jego nazwiska Eisenberg (dzisiejsza Żelazna Góra w powiecie braniewskim). 